# Ореол (религия)

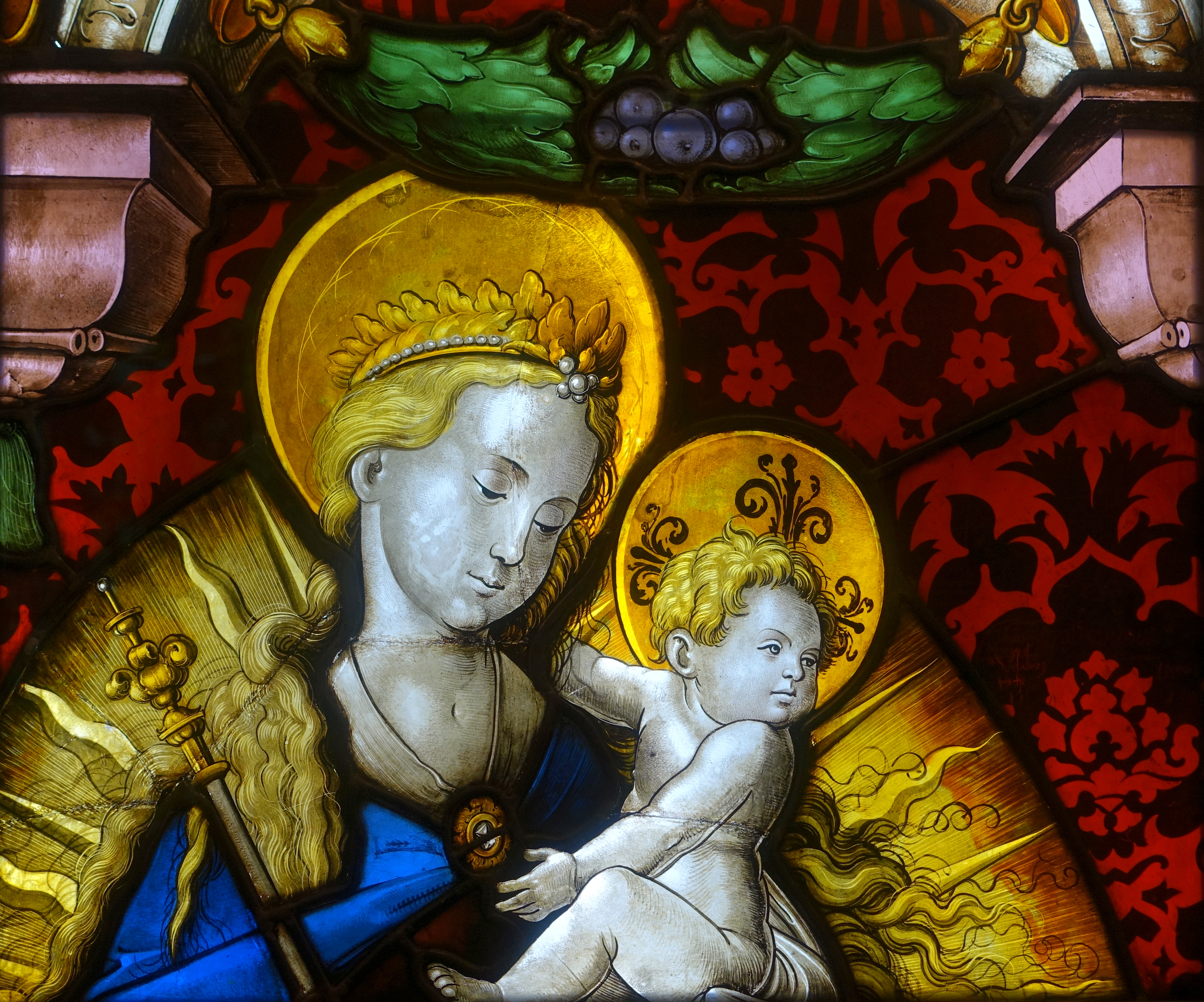
Ореол Богородицы и её сына (Музей Шнютгена в Кёльне, Германия)

Орео́л (лат. aureolus — уменьшительно от aurea, «золотой») — религиозный атрибут божественности (прямой связи с Богом либо символ святости в дхармических религиях, напр., буддизме), употребляемый в искусстве наравне с лучезарным венцом, мандорлой и нимбом (круг над головой). 
Это золочёный или золотистого цвета диск, которым живописцы и скульпторы окружают или увенчивают головы изображаемых ими святых, эмблематически обозначая этим их небесную славу (лучистый огонь). В русском языке в терминологии иконографии, связанной с православием, этому слову соответствуют термины  «сияние» (для головы) и «слава» (для целой фигуры).
В христианскую иконографию ореол перешёл из искусства античного мира, которое снабжало им олицетворения богов и героев, происходящих от Юпитера. У христианских художников ореол был поначалу атрибутом изображений только самого Спасителя, но потом они стали придавать его также ликам Богородицы, апостолов, ангелов и святых, даже символическим предметам христианского культа.
Ореол святости является также буддистским и джайнским  символом. Буддисты верят, что любое изображение Будды включает частичку силы самого Будды. Эта сила изображается в виде огненного ореола над головой статуи. Ореол блистающей славы в буддизме именуется «джайяпрабха» (санскр. - "свет победы").